# Jordan 193
La Jordan 193 è una vettura di Formula 1, con cui la scuderia irlandese affronta il campionato 1993.

## Sviluppo
Al termine della deludente stagione 1992, chiusa con la conquista di un solo punto iridato, la Jordan risolse anzitempo il contratto col motorista Yamaha; gli subentrò la Hart, che mise a disposizione un più compatto propulsore V10 1035, meno potente del V12 dell'anno precedente, ma complessivamente più affidabile e semplice nella messa a punto. 
Il progetto si distaccò in maniera alquanto netta dalla 192, che riprendeva diversi concetti dalla monoposto del 1991. L'aerodinamica della 193 fu concettualmente modificata, in particolare all'avantreno: il muso adottava un più marcato profilo spiovente, per poi proseguire quasi dritto tra le sospensioni e la centina dell'abitacolo, mentre l'alettone anteriore adottò un bordo d'attacco lineare. Ulteriori affinamenti aerodinamici furono implementati durante il campionato.
Nel tentativo di colmare il divario con le vetture di vertice, anche la Jordan provò a dotarsi di ausili elettronici, quali il controllo della trazione e un nuovo cambio semi-automatico; non fu però possibile, per ristrettezza di budget, avvalersi delle sospensioni attive.

## Stagione
Il rendimento in gara della Jordan fu solo minimamente migliore rispetto all'anno precedente: la 193 prendeva infatti circa 3 secondi al giro rispetto ai top-team (peraltro avvantaggiati dall'uso delle sospensioni attive e di una tecnologia nel complesso più avanzata), ma quantomeno riusciva a battagliare alla pari con la parte mediana dello schieramento. Il motore Hart, pur peccando di potenza, si rivelò un po’ più affidabile rispetto al Yamaha: la partnership tecnica fu quindi confermata anche per l’anno successivo.
I maggiori problemi derivarono dal cambio semiautomatico, che nelle prime gare della stagione si ruppe talmente tante volte da obbligare la squadra a sostituirlo temporaneamente con un sistema manuale. Inoltre il passo si rivelò troppo ridotto e foriero di grave instabilità sul posteriore, dovendo quindi essere allungato a stagione in corso.
Un aspetto positivo fu legato al pilota di punta, l'esordiente brasiliano Rubens Barrichello, che oltre a portare in dote il proprio pacchetto di sponsor diede a vedere discrete doti di guida, realizzando buone performance in qualifica e battagliando con regolarità per la zona punti, salvo vedere più volte svanire i risultati a seguito di guasti meccanici; a Donington. Barrichello fu inoltre sistematicamente più veloce rispetto ai piloti che si alternarono sulla seconda vettura: Ivan Capelli, che corse i primi due Gran Premi, Thierry Boutsen, impiegato per dieci gare (e particolarmente a disagio nel calarsi nell’abitacolo, costruito su misura del ben più minuto Barrichello), Marco Apicella ed Emanuele Naspetti, per una gara a testa. Solo Eddie Irvine, ingaggiato per le ultime due tappe stagionali, seppe reggere il passo del compagno di squadra: al GP del Giappone le due Jordan, per l'unica volta quell'anno, andarono entrambe a punti, con Barrichello quinto e Irvine sesto. Le tre lunghezze così ottenute valsero alla squadra irlandese l'undicesimo posto nella classifica costruttori.

## Risultati completi in Formula 1
| Anno | Team         | Motore            | Gomme | Piloti      |     |     |     |     |    |     |     |    |     |     |     |     |     |     |   |     | Punti | Pos. |
| ---- | ------------ | ----------------- | ----- | ----------- | --- | --- | --- | --- | -- | --- | --- | -- | --- | --- | --- | --- | --- | --- | - | --- | ----- | ---- |
| 1993 | Sasol Jordan | Hart 1035 3.5 V10 | G     | Barrichello | Rit | Rit | 10  | Rit | 12 | 9   | Rit | 7  | 10  | Rit | Rit | Rit | Rit | 13  | 5 | 11  | 3     | 11º  |
| 1993 | Sasol Jordan | Hart 1035 3.5 V10 | G     | Capelli     | Rit | NQ  |     |     |    |     |     |    |     |     |     |     |     |     |   |     | 3     | 11º  |
| 1993 | Sasol Jordan | Hart 1035 3.5 V10 | G     | Boutsen     |     |     | Rit | Rit | 11 | Rit | 12  | 11 | Rit | 13  | 9   | Rit |     |     |   |     | 3     | 11º  |
| 1993 | Sasol Jordan | Hart 1035 3.5 V10 | G     | Apicella    |     |     |     |     |    |     |     |    |     |     |     |     | Rit |     |   |     | 3     | 11º  |
| 1993 | Sasol Jordan | Hart 1035 3.5 V10 | G     | Naspetti    |     |     |     |     |    |     |     |    |     |     |     |     |     | Rit |   |     | 3     | 11º  |
| 1993 | Sasol Jordan | Hart 1035 3.5 V10 | G     | Irvine      |     |     |     |     |    |     |     |    |     |     |     |     |     |     | 6 | Rit | 3     | 11º  |